# Mick Foley
Michael Francis "Mick" Foley (nacido el 7 de junio de 1965) es un autor, actor, comediante y luchador profesional estadounidense retirado. Foley ha trabajado para las mayores empresas de Estados Unidos, como la World Wrestling Federation/Entertainment (WWF/E), World Championship Wrestling (WCW), Extreme Championship Wrestling (ECW) y Total Nonstop Action Wrestling (TNA), además de promociones japonesas. Es ampliamente considerado como uno de los mejores luchadores en la historia de WWE. Durante su carrera, Foley luchó bajo su nombre real y también con distintos gimmick, siendo los más destacados Mankind, Cactus Jack y Dude Love. Estos personajes fueron conocidos como las "Tres caras de Foley" y tuvieron una histórica participación en el Royal Rumble de 1998. El estilo de lucha físico y dedicado de Foley lo llevó a participar a menudo en combates violentos, que lo involucraron tomando golpes peligrosos y sometiendo su cuerpo a un costo físico considerable, lo que le valió el apodo de "The Hardcore Legend".
Foley ha sido cuatro veces Campeón Mundial, al haber conseguido tres veces el Campeonato de la WWF y una vez el Campeonato Mundial Peso Pesado de la TNA. También destaca el haber sido el primer Campeón Hardcore de la WWF, una vez Campeón de Leyendas de TNA, además de sus ocho reinados como Campeón Mundial en Parejas, dos reinados como Campeón Mundial en Parejas de la ECW y un reinado como Campeón Mundial en Parejas de la WCW, lo que le convierte en el único luchador que ha ganado los campeonatos en pareja de la ECW, WCW y WWF. Su lucha contra The Undertaker en Hell in a Cell es considerada como uno de sus combates más memorables, y es ampliamente reconocido como el más grande Hell in a Cell Match de todos los tiempos. Fue introducido al WWE Hall of Fame en 2013.

## Carrera

### Inicios
Foley fue entrenado en la escuela de lucha libre de Dominic DeNucci Wrestling School en Freedom, Pensilvania, debutó en 1983. Además de aparecer en las luchas de DeNucci, Foley y otros estudiantes también participaron en algunos encuentros para las grabaciones televisivas de la WWF donde se presentó como Jack Foley y Nick Foley. Durante estos partidos, Foley también se enfrentó a otros talentos de alto nivel en ese momento como Hércules Hernández.
Después de muchos años de luchar en los circuitos independientes, Foley comenzó a recibir ofertas de varias promociones regionales. Se unió a la Continental Wrestling Association (CWA) con sede en Memphis como Cactus Jack donde hizo pareja con Gary Young como parte del Stud Stable. Cactus y Young tuvieron brevemente los CWA tag team a finales de 1988. El 20 de noviembre, Foley dejó la CWA por World Class Championship Wrestling con sede en Texas. 
En World Class Championship Wrestling (WCCW), Cactus Jack anunciado como Cactus Jack Manson, era una parte importante del establo de Skandor Akbar. Foley también ganó varios títulos, incluidos los títulos de peso semipesado y de parejas de la compañía antes de dejar la compañía, perdiendo su último partido a Eric Embry en nueve segundos. Luego compitió brevemente en la Continental Wrestling Federation de Alabama antes de completar una breve temporada con World Championship Wrestling. Durante gran parte de su tiempo allí, formaba equipo con intermediarios. Cuando el jobber perdía el partido por el equipo, Cactus Jack atacaba a su compañero, los arrojaba fuera del ring y lanzaba su infame delantal de ring con un codo volador sobre el piso de concreto. Una ocasión notable en la que hizo esto fue en Gainesville, Georgia, contra el equipo en ascenso de los hermanos Rick y Scott Steiner, dos de los trabajadores más duros y duros de la lucha libre en ese momento. Cactus se asoció con un antiguo trabajador llamado Rick Fargo, y después de recibir golpes brutales de los Steiner Brothers y perder el combate, Cactus comenzó a pelear con Fargo y luego saltó casi 12 pies del delantal para darle un codazo a Fargo en el abdomen. 
El booker principal de la WCW Ric Flair, Sullivan y otros ejecutivos de la WCW quedaron impresionados con esto hasta el punto de que le ofrecieron un contrato a Foley, y Foley finalmente encontró algo de estabilidad financiera después de años de dificultades. Su partido más importante en ese momento fue unas semanas después contra Mil Máscaras en Clash of the Champions X: Texas Shootout, donde recibió un golpe particularmente brutal hacia atrás desde el delantal de 3 pies de alto y aterrizó en el piso de concreto con la cabeza y de vuelta tomando el impacto. Después de un breve período en la WCW, Foley firmó con Herb Abrams Es universal federación de lucha. En UWF, Foley se asoció con Bob Orton para pelear con Don Muraco, Sunny Beach y Brian Blair.
Pronto dejó UWF por Tri-State Wrestling, cuyo estilo de lucha violenta y de alto impacto encajaba bien con Foley. El 18 de mayo en Filadelfia, él y Eddie Gilbert tenían un combate de alambre de púas, un espectáculo que no se ve a menudo en la lucha libre profesional en los Estados Unidos, y un objeto con el que a menudo se asocia a Foley. El alambre de púas se envolvería con las cuerdas alrededor del ring, y Cactus y Gilbert sangraron mucho y el combate terminó cuando Gilbert arrojó a Cactus a las cuerdas del ring e hizo un verdugo, un movimiento planificado en el que la cabeza de un luchador se enreda entre la parte superior. Más tarde ese año, en una noche, un evento conocido como Tri-State's Summer Sizzler 1991, Cactus Jack y Eddie Gilbert tuvieron tres partidos en una noche: Cactus ganó un combate Falls Count Anywhere, perdió un combate Stretcher y luego peleó por una doble descalificaciónen un combate Steel Cage. Estos combates llamaron la atención de los promotores de la World Championship Wrestling (WCW), en gran parte debido a la amplia circulación de fotografías. En 1991, después de una breve temporada trabajando en Global Wrestling Federation, Foley se unió a la WCW a tiempo completo.

### World Championship Wrestling (1991-1994)
El 5 de septiembre de 1991, Cactus Jack debutó como Heel y atacó a Sting. Tras tener unos feudos con Van Hammer y Abdullah the Butcher, luego de haber electrocutado a Abdullah accidentalmente en el Chamber Of Horrors Match en Halloween Havoc 1991. Cactus Jack se enfrentó a Sting en una lucha no titular, siendo Sting el Campeón de la WCW, en una pelea Falls Count Anywhere match en Beach Blast 1992, la cual Sting ganó. A diferencia de la primera temporada de Jack en la WCW, donde su personalidad era más tranquila, ahora era aparentemente maníaco; riendo histéricamente, chillando en el aire mientras ahogaba a sus oponentes y gritaba su eslogan característico "¡Bang-Bang!". Después de pasar un año y medio con la WCW como Heel, Cactus Jack se convirtió en un favorito de los fanáticos después de entablar una pelea con Paul Orndorff, Harley Race y Big Van Vader. Jack y Orndorff lucharon entre sí en un combate por un lugar en el equipo de Vader, campeón mundial de peso pesado de la WCW en Clash of the Champions XXII. Después del partido, Race y Orndorff golpearon a Jack. En el siguiente evento Choque de campeones, Cactus Jack ayudó al equipo de Sting a ganar el partido. Se involucró en una pelea con Orndorff, ganando un combate de caídas-cuenta-en cualquier lugar contra Orndorff en SuperBrawl III. Luego pasó a enfrentarse a Big Van Vader.
Cactus Jack peleó contra Vader el 6 de abril de 1993, ganando por conteo, pero siendo severamente golpeado en el proceso. Foley y Leon White querían una lucha intensa, así que acordaron que Vader debía pegar a Cactus varias veces en la cara. Foley decidió continuar su programa con Vader, y como resultado de la victoria de Cactus, en una revancha con Vader el 24 de abril, los dos ejecutaron un lugar peligroso para vender una lesión en la historia. Harley Race quitó las alfombrillas protectoras en el ringside y Vader bombardeó a Cactus sobre el piso de concreto expuesto, causando una conmoción cerebral legítima y causando que Foley perdiera temporalmente la sensibilidad en su pie izquierdo.
Volvió en 1993, salvando a British Bulldog de un ataque de Vader. Entonces empezó un feudo con Vader y otros luchadores dirigidos por Harley Race, el mánager de Jack. En una de las peleas más brutales de toda la WCW, Cactus se enfrentó a Vader en una Texas Death match en Halloween Havoc. Race ganó la pelea por Vader usando una maceta, golpeando a Cactus y dejándolo inconsciente, siendo eliminado por nocaut. El nivel de violencia usado en el pleito hizo que la WCW rehusara a emitir por PPV otro combate entre ellos. El 16 de marzo de 1994, durante un tour de la WCW por Europa, Foley y Vader pelearon en Múnich, Alemania, en esta lucha Foley perdió su oreja derecha, la cabeza de Foley quedó atrapada en las cuerdas, que estaban bajo una tensión excesiva, causando la pérdida de su oreja.
Cactus Jack y Kevin Sullivan estaban programados para ganar los títulos por equipos en Slamboree en 1994. Foley tuvo que elegir entre volver a colocarse la oreja o luchar en el PPV y ganar los títulos. Foley eligió luchar y ganó su único campeonato en la WCW. Más tarde, Foley se sintió frustrado por la WCW y la renuencia del nuevo director de la compañía, Eric Bischoff, a trabajar una historia con Vader en torno a perder la oreja. Esta frustración se convirtió en una realización para Foley: después de no poder ver un futuro positivo o lucrativo para sí mismo con Bischoff a cargo, Foley decidió no renovar su contrato con la WCW. El último combate de Foley para la WCW fue una pelea callejera violentamente brutal y caótica en parejas, en la que Cactus fue emparejado con Maxx Payne contra The Nasty Boys. Cactus perdió el partido después de que lo empujaran desde un escenario de 3 pies de altura y aterrizara primero en el concreto.

### NWA Eastern/Extreme Championship Wrestling and Smoky Mountain Wrestling (1994-1996)
Después de salir de la World Championship Wrestling, durante los próximos 21 meses Foley luchó como Cactus Jack para varias promociones en los Estados Unidos y Japón, entre ellos la Extreme Championship Wrestling (ECW) de Paul Heyman, Smoky Mountain Wrestling (SMW) de Jim Cornette y AIT en Japón. Después de un breve período de 2 meses en SMW, Foley comenzó a hacer viajes entre los Estados Unidos y Japón en enero de 1995 y principalmente alternaría la lucha libre en la ECW e IWA durante 14 meses, haciendo mucho trabajo en ambas promociones con su mentor y amigo Terry Funk. Foley también ganó campeonatos en los circuitos de Ozark Mountain y Steel City.
La primera aparición de Cactus Jack para la Eastern Championship Wrestling afiliada a la NWA se produjo en el episodio del 31 de mayo de 1994, con Cactus revelado como el oponente de Sabu para el 24 de junio en el ECW Arena de Filadelfia. Después de ser parte de un intercambio de talentos entre Extreme Championship Wrestling y World Championship Wrestling, Foley trajo su cinturón del Campeonato Mundial en Parejas de la WCW y lo escupió para grabar un segmento de televisión de la ECW. Foley continuó con la ECW y comenzó una pelea con Sabu. Foley luego comenzó a trabajar en la división de parejas de la ECW en equipos con Terry Funk, Mikey Whipwreck y Kevin Sullivan. Tuvo dos reinados de ECW World Tag Team Championship con Whipwreck mientras estaba en la ECW. 
En la parte final de 1994, Foley se unió a Smoky Mountain Wrestling (SMW) de Jim Cornette como Cactus Jack, causando Boo Bradley a perder el SMW Termina el campeonato de la televisión Champ. A menudo se asoció con Brian Lee para pelear con Bradley y Chris Candido. Cactus Jack luego comenzó una cruzada para librar a Bradley de su ayuda de cámara Tamara Fytch. Encendió una enemistad entre Candido y Bradley cuando acusó a Candido de tener relaciones sexuales con Fytch. Cactus Jack dejó SMW antes de que se resolviera la disputa.
Foley, sin embargo, pronto regresó a la Extreme Championship Wrestling para pelear con The Sandman. Funk volvió a formar equipo con Sandman, y durante un momento particularmente violento, la pareja golpeó a Cactus con un palo de kendo cuarenta y seis veces en un partido de cuerda de alambre de púas. Cactus Jack luego derrotó a Funk en Hostile City Showdown 1995. Más tarde, luchó repetidamente contra The Sandman por el Campeonato Mundial Peso Pesado de la ECW. Durante su combate en Barbed Wire, Hoodies & Chokeslams, Cactus Jack dejó inconsciente a Sandman y fue declarado ganador. Árbitro Bill Alfonso, sin embargo, revirtió su decisión porque el título no puede cambiar de manos por nocaut. Foley luego continuó teniendo una serie de encuentros violentos con The Sandman mientras lo desafiaba y afirmaba que nunca había sido derrotado en un combate de conteo de caídas en cualquier lugar. Luego comenzó a formar equipo con Tommy Dreamer. Según Heyman, el estilo Hardcore diferenciaba a Foley de otros luchadores tradicionales, por lo que en Extreme Championship Wrestling, Foley se sentía como en casa. Sin embargo, a Foley no le gustaba trabajar con The Sandman, ya que Sandman a menudo estaba intoxicado durante los partidos y no podía desempeñarse correctamente; beber grandes cantidades de cerveza y fumar cigarrillos constituía una gran parte del truco general de The Sandman.
Pero 1995 resultó ser un año interesante para Foley, particularmente su tiempo en la Extreme Championship Wrestling. Dos incidentes le hicieron cambiar de opinión sobre un ascenso que la mayoría pensaba que le hacía sentir como en casa. Una noche, había un letrero en frente de la audiencia que decía "Cane Dewey", una referencia al uso de un bastón al hijo mayor de la vida real, y luego fue testigo de una falla en el partido inaugural de Wrestlepalooza el 5 de agosto de 1995, donde JT Smith se zambulló, se quitó el delantal del ring y aterrizó de cabeza en el cemento. Smith sufrió una conmoción cerebral tan severa que su cabeza comenzó a hincharse en el acto, y la respuesta de la audiencia a la pifia de Smith fue "lo jodiste". Estos incidentes enfurecieron tanto a Foley que cortó furiosamente varias promociones memorables y mordaces durante este período para canalizar su intensa frustración y enojo hacia los fanáticos de laExtreme Championship Wrestling, a quienes sintió que le pedían demasiado a él y a la lista de ECW. Foley luego comenzó un truco en el que criticaba la lucha incondicional y buscaba renunciar a su condición de ícono de la lucha libre incondicional y usaba una lucha lenta y muy técnica como una forma de castigar a la audiencia. Dijo que tenía la misión de salvar a su compañero de cometer el error de tratar de complacer a los fanáticos sedientos de sangre.  
La asociación desigual entre Cactus y Tommy Dreamer duró hasta Wrestlepalooza, cuando Cactus se volvió contra Tommy Dreamer mientras formaban equipo con The Pitbulls contra Raven, Stevie Richards y The Dudley Brothers (Dudley Dudley y Big Dick Dudley). Cactus Jack ejecutó una DDT a su socio y se unió a Raven's Nest, ya que deseaba servir al "propósito superior" de Raven. Siguió siendo uno de los principales secuaces de Raven durante el resto de su tiempo en la ECW. El 28 de agosto, Cactus venció al 911 previamente invicto. Como parte del truco hell de Foley, comenzó a elogiar a la World Wrestling Federation y la World Championship Wrestling en la televisión de la ECW, lo que enfureció a los fanáticos de la Extreme Championship Wrestling. Su ira se intensificó una vez que comenzó a correr la voz de que Foley se iba para unirse a la World Wrestling Federation. Incluso cuando trató de despedirse sinceramente de los fans, Cactus Jack se encontró con cánticos de "Te vendiste" por parte de la base de fans de la ECW donde quiera que fuera. Cactus fue fichado para enfrentarse a Shane Douglas, que odia a la World Wrestling Federation, quien ganó después de esposar a Cactus y luego golpearlo con no menos de diez tiros consecutivos de silla, y cuando puso a Jack en un bloqueo de piernas en forma de cuatro, esto le permitió a Mikey Whipwreck entrar a la arena y aterrizar un último tiro de silla muy duro contra la cara de Cactus, dejándolo inconsciente.
El último partido de la Extreme Championship Wrestling de Foley fue contra Whipwreck el 9 de marzo de 1996 en Big Ass Extreme Bash, y cuenta que no lo estaba esperando debido a las reacciones cada vez más hostiles que tenía incluso cuando no estaba en el personaje. Los fanáticos de la Extreme Championship Wrestling, que sabían que este era el último partido de Foley, finalmente le devolvieron su cariño. Lo vitorearon durante todo el partido y corearon: "¡Por favor, no te vayas!". Después del partido, Foley le dijo al público que su reacción hizo que todo valiera la pena e hizo su salida bailando con Stevie Richards y The Blue Meanie al ritmo de la canción de Frank Sinatra "New York, New York ". Foley ha dicho que esta salida fue su momento favorito en la lucha libre.

### IWA Japón (1995-1996)
En 1995, durante su tiempo en la Extreme Championship Wrestling y otras promociones en los Estados Unidos, Foley también fue a Japón y luchó en la Asociación Internacional de Lucha Libre de Japón (IWA Japan), donde entabló feudos con Terry Funk y Shoji Nakamaki. Durante su breve paso por Japón, Foley recibió el sobrenombre de "Tsunami Stopper". El nivel de violencia y brutalidad en los combates de lucha hardcore en Japón estaba en un nivel mucho más alto que en las promociones occidentales, algo a lo que los luchadores occidentales no estaban acostumbrados. 
Cactus se enfrentó a Terry Funk en un combate a muerte sin cuerdas Barbed Wire Scramble Bunkhouse en el Honjo Gymnasium en Saitama, al norte de Tokio frente a 150 personas en un partido que involucró alambre de púas como cuerdas del ring y objetos incendiados. Este resultó ser un partido particularmente caótico y brutal en el que Foley y Terry Funk se pelearon principalmente en el área de asientos entre la multitud, con sillas plegables volando por todas partes. Después de varios puntos brutales que involucraron sillas en llamas, barras de hierro en llamas, Terry Funk arrojó a Cactus en una silla en llamas y Terry Funk golpeó la cabeza de Cactus contra una mesa de madera, Funk invirtió un Spinebuster de Cactus en un DDT y lo inmovilizó para ganar el partido. Cactus Jack más tarde comenzó una disputa con Leatherface que empuñaba una motosierra, a quien había traicionado durante una pelea por equipos.
Pero quizás los partidos más notables de la época de Foley en Japón fueron el 20 de agosto de 1995, donde IWA organizó un torneo King of the Death Match en su evento Kawasaki Dream en el Kawasaki Stadium al aire libre, que contó con algunos de los más sangrientos y más violentos partidos brutales de la carrera de Foley. Cada nivel del torneo presentó un truco nuevo y mortal: La primera ronda de Cactus Jack durante el día fue un bate de béisbol con alambre de púas, un combate a muerte con chincheta, en el que derrotó a Terry Gordy; la segunda ronda fue una tabla de alambre de púas, una cama de clavos donde Cactus Jack derrotó a Shoji Nakamaki. Por la noche contra Terry Funk, la final fue una cuerda de alambre de púas, tablas de alambre de púas que explotaron y una bomba de tiempo explosiva en el ring, que Cactus Jack ganó con la ayuda de Tiger Jeet Singh. Después del partido, ambos hombres quedaron cubiertos de sangre, destrozados por cortes en la carne del alambre y quemados gravemente por las explosiones del C4. 
Después del torneo, el brazo derecho de Foley tenía quemaduras de segundo grado por las explosiones de C-4 del partido con Terry Funk y su brazo olía a químicos explosivos. Después de un vuelo de 14 horas desde Tokio 's aeropuerto de Narita al aeropuerto JFK su padre lo recogió en el aeropuerto para llevarlo de regreso a su casa de Long Island, e inmediatamente olía algo inusual. Cuando Foley llegó a casa, su padre y su esposa seguían preguntándole sobre el olor espantoso, pero él no decía nada porque no quería que se preocuparan. Después de que su padre se fue, su esposa insistió, por lo que le reveló las quemaduras.
Foley continuó luchando en Japón. Más tarde, se asoció con Tracy Smothers, Tiger Jeet Singh, The Headhunters y Bob Bargail para múltiples carreras en los títulos por equipos de IWA, y algunas carreras en el campeonato de IWA, donde desafió a Tarzán Goto. Fiel a su estilo incondicional, otros partidos en los que participó Foley fueron más combates a muerte que involucraban objetos como ladrillos, bolsas para cadáveres, chinchetas, alambre de púas y cristales de las ventanas, y algunos partidos incluso involucraban fuego. Continuaría luchando en Japón hasta junio de 1996; El último combate notable que Foley tuvo como Cactus Jack en Japón fue un Caribbean Barbed Wire Barricade Glass Deathmatch contra W * ING Kanemura, que ganó Cactus.

### World Wrestling Federation/Entertainment (1996-2001)

#### 1996-1997
En 1996, McMahon no era fanático de Cactus Jack y quería cubrir la cara de Foley, por lo que le mostraron varios diseños para un nuevo personaje hell: un hombre con una máscara de cuero y cadenas, llamado Mason the Mutilator. Sin embargo, la WWF decidió que estaba demasiado oscuro y solo dejó la máscara, y aunque estaba interesado en el concepto del personaje, a Foley no le gustó el nombre, por lo que se le ocurrió el nombre Mankind, que a McMahon le gustó y aprobó. El eslogan de Mankind era "¡Que tengas un buen día!" y su asociación con las salas de calderas lo llevó a su partido de especialidad. Debutó en la WWE el día después de Wrestlemania 12, como Mankind, un gimmick de una persona esquizofrénica y loca que vivía en el Boiler Room, iniciando un feudo rápidamente con Undertaker, los dos comenzaron a interferir en los combates del otro hasta que fueron reservados en SummerSlam (1996) en la primera Boiler Room Match The Undertaker parecía haber ganado, pero Paul Bearer se negó a entregarle la urna, permitiendo que Mankind ganara, y así terminando la relación entre Paul y The Undertaker. Mientras Paul Bearer era el administrador de Mankind, Mankind se refirió a él como "Tío Paul". La humanidad luego se convirtió en el contendiente n⁰ 1 para enfrentar al entonces Campeón de la WWF Shawn Michaels en In Your House: Mind Games. Michaels ganó por descalificación a través de la interferencia de Vader y Undertaker.
La rivalidad entre la Humanidad y el Enterrador continuó con el primer Buried Alive Match en WWF In Your House: Buried Alive perdiendo, pero Paul Bearer, el Verdugo, la Humanidad y otros tacones atacaron al Enterrador y lo enterraron vivo. Posteriormente, The Undertaker desafió a Mankind a un partido en Survivor Series, que ganó The Undertaker. Tras esto, peleó en el torneo de King Of the Ring, donde luchó hasta llegar a la final contra Hunter Hearst Hemsley, perdiendo ante él.

#### 1998-1999

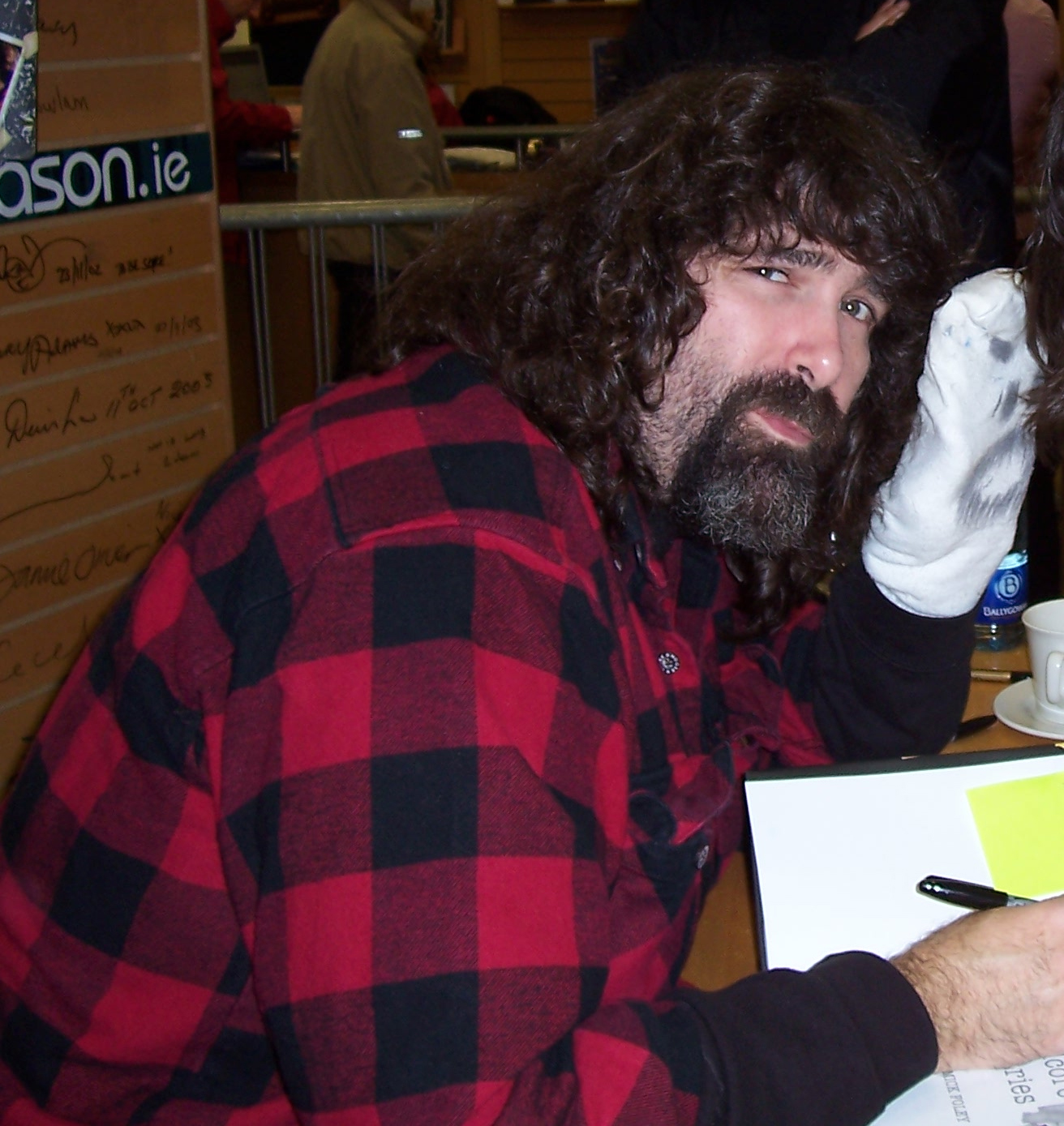
Mr. Socko, un personaje usado en un vídeo cómico, ha llegado a ser su símbolo más representativo.

Jim Ross luego comenzó a realizar una serie de entrevistas con Mankind. Durante las entrevistas, Ross sacó a relucir el tema de los videos caseros de Foley y el personaje inspirado en los hippies que interpretó en ellos, Dude Love, así como su atormentado viaje en la lucha libre. Las entrevistas también afectaron a los fanáticos, que comenzaron a animar a Mankind, a pesar de que todavía era un hell en este momento. Alrededor de este tiempo, Stone Cold Steve Austin y Shawn Michaels ganaron los Campeonatos en Parejas de la WWF de Owen Hart y The British Bulldog, pero Michaels se lesionó y ya no pudo competir. Mankind trató de reemplazarlo, pero Austin dijo que no quería "tener nada que ver con un fenómeno" y se resignó a enfrentarse solo a Hart y al Bulldog la semana siguiente. 
A mitad del partido, sin embargo, Foley debutó con un nuevo personaje conocido como Dude Love, quien ayudó a Austin a llevarse la victoria, convirtiéndose en los nuevos Campeones de Parejas, pero debido a una lesión en la rodilla, deben dejarlos. Dude Love se peleó con Hunter Hearst Helmsley, ya que los dos compitieron en un combate Falls Count Anywhere. Una de las viñetas más memorables de Foley se emitió antes de que comenzara el combate, en la que Dude Love y Mankind discutieron quién debería luchar en el próximo combate. Eventualmente, "ellos" decidieron que debería ser Cactus Jack y el viejo personaje de Foley hizo su debut en la WWF como face, luchando contra HHH en el Madison Square Garden en una lucha sin DQ. ganando el partido. 
En el Royal Rumble de 1998 participa con sus tres facetas, siendo eliminadas las tres. En ese lapso, aparece como Cactus Jack generando un feudo con The New Age Outlaws, presentando así a su compañero y amigo personal Terry Funk (Chainsaw Charlie) luchando en Wrestlemania 14, saliendo victorioso en una lucha de Basureros. Después, vende su alma al diablo siendo Dude Love, el perrito faldero de Vince Mcmahon, que se empeñaba en quitarle el título de la WWE a Stone Cold Steve Austin, luchando contra él en Unforgiven y Over the Edge perdiendo en ambas. Tras esto, Dude Love desaparece y aparece Mankind para conseguir una oportunidad de lucha por el título al Undertaker en la lucha Hell in a Cell en el PPV King of the Ring 1998, donde The Undertaker lanzó a Mankind desde lo alto de la celda y le hizo atravesar el techo de esta hasta la lona y le cubrió después de tirarle encima de unas chinchetas, convirtiendo esa lucha en una de las más recordadas de la historia, no solo de la WWE sino de la lucha libre en general, demostrando que ya no era un show solo para niños.

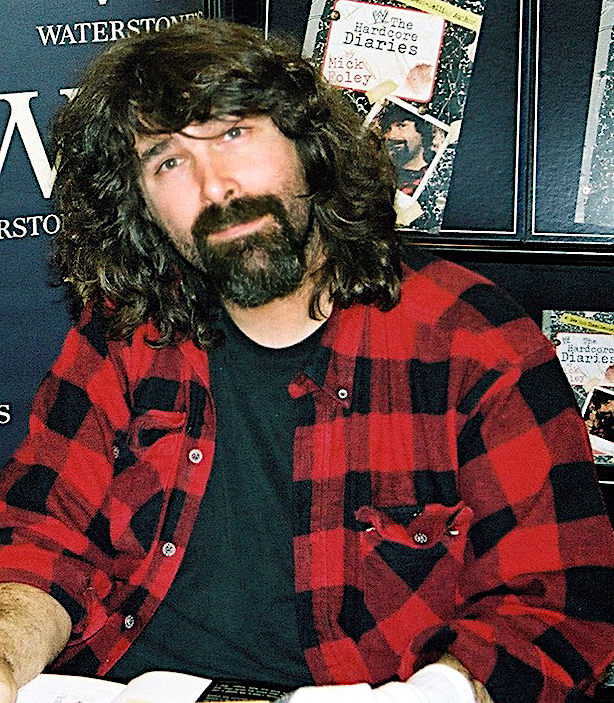
Foley con su ropa de combate.

Fue reconocido por la gente como un gran luchador y presentó a su amiguito Mr. Socko, con quien desempeñaba su finisher «Mandible Claw» y también recibe el reconocimiento de ser el «Rey de la Lucha Violenta», siendo nombrado por Vince Mcmahon el primer campeón de lucha violenta y le cedió el WWE Hardcore Championship en 1998, título que luego perdió contra el Big Boss Man. 
También comienza su campaña para ganar por primera vez el campeonato de la WWF, teniendo varias luchas contra Ken Shamrock y La Roca, donde La Roca salió vencedor. También participó de las Survivor Series donde llegó a la final contra La Roca, pero cuando le aplica el Francotirador (Sharpshooter), Vince manda a tocar la campana, nombrando campeón a La Roca, cuando Mankind nunca se rindió. 
Metido en un feudo contra The Corporation, Mankind recibe una oportunidad de lucha por el título en Raw is War el 4 de enero de 1999, ganando por primera vez el título máximo de la WWF y apareciendo en la portada de WWF Magazine. Ese mismo día, en plena transmisión de Nitro, el comentarista Tony Schiavone dijo que Mick Foley había ganado en Raw su primer Campeonato de la WWF ante La Roca, ocasionando que quienes veían el programa de WCW cambiaran inmediatamente de canal para ver este suceso, y desde ese día Nitro jamás volvió a vencer a Raw en ratings, empezando ese día también la caída en desgracia de la WCW. Pero la presión por parte de The Corporation fue tan grande que le dio una oportunidad a La Roca de luchar por el cinturón en el Royal Rumble en un I Quit Match, donde el primero en rendirse diciendo por el micrófono «I Quit» («Yo renuncio») pierde. Foley describía sus reglas diciendo «There´s no KO, no DQ, no corporate members in the ring side, no stopping the match for excesed blood lost...» («Aquí no hay nocaut, sin descalificaciones, sin miembros del cuerpo fuera del cuadrilátero y  sin interrupciones del encuentro por exceso de pérdida de sangre...) y cumplió todas esas expectativas, siendo una cruenta lucha, donde La Roca destruyó la cabeza de Mankind a sillazos, ganando al final con una grabación de su voz diciendo «I Quit». En el documental Beyond the Mat podemos observar como la familia de Foley (su mujer y sus dos hijos) se ven obligados a abandonar la grada debido a la cantidad de sillazos que recibe en la cabeza Foley. 

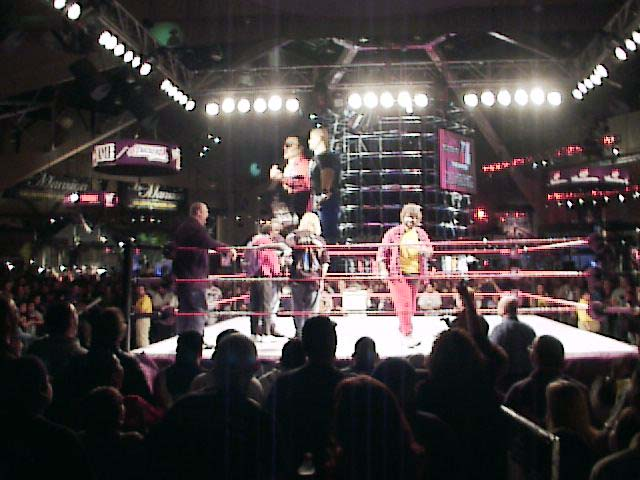
Mick Foley junto a los Dudley Boys en WrestleMania X-Seven.

Pero Mick tuvo su oportunidad en el entretiempo de SuperBowl del año 1999, en un programa especial de Sunday Night Heat, donde peleó sin descalificaciones contra  La Roca y ganó el título por segunda vez, pero lo pierde nuevamente en Raw is War en una lucha de escaleras, donde al hacer su aparición el Big Show, tira a Mankind de la escalera, ayudando a La Roca a ganar el título. Esto derivó en una lucha contra el Big Show en Wrestlemania XV donde Mankind gana (por descalificación del Big Show) y otra en Backlash en un Boiler Room Match, donde Mankind gana. Meses después, lucha contra Triple H y este lo lesiona con un martillo, alejándolo del ring un par de meses. 
Al volver en Summerslam tuvo una oportunidad por el título en un Triple Threat Match contra Stone Cold Steve Austin y HHH, ganando el título por tercera vez. Luego, al día siguiente pierde el título contra Triple H, formando un gran feudo contra Shane McMahon y sus aliados. Esa semana se une a La Roca en parejas y ganan el título en parejas a The Undertaker y Big Show, creando así la famosa «The Rock 'n' Sock Connection». 
Participa de muchas luchas importantes en el resto del año 1999, como el «Six Pack Challenge» por el título de la WWE en Unforgiven, un feudo contra Val Venis en No Mercy y ayuda a Vince en su lucha sin descalificaciones contra Triple H en Armageddon, pero ninguna tan increíble como las que esperaban a principios del año 2000, donde todo surge cuando Mankind ayuda a La Roca en un Lumberjack Match.

#### 2000

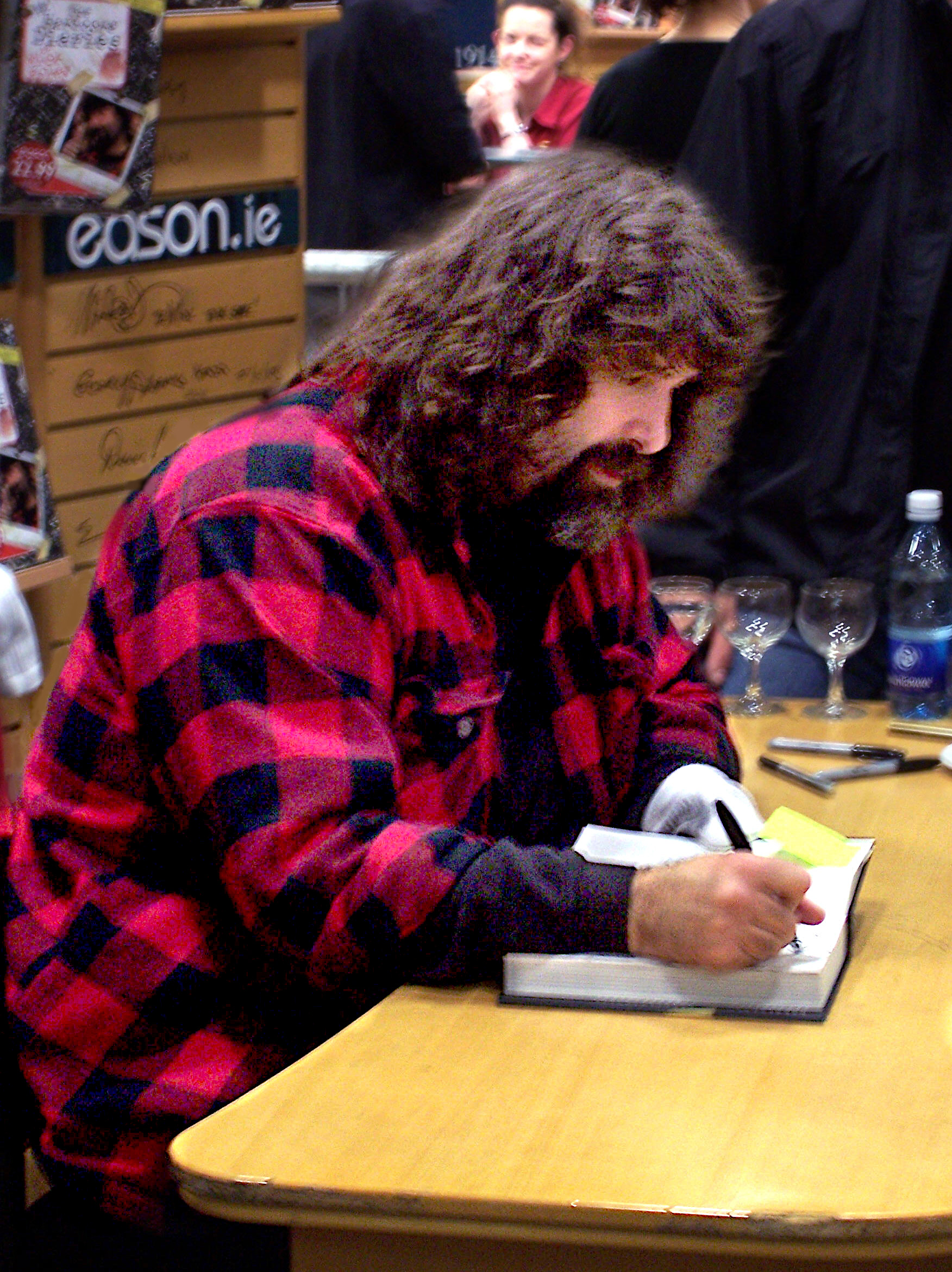
Foley firmando su libro.

Debido al poder que tenía Triple H, le ordenó a Foley a luchar contra The Rock en un "You're Fired Match", donde el ganador se quedaba en la WWF y el perdedor era despedido. Debido a que Mankind perdió la lucha, fue despedido. Durante su ausencia, D-Generation X se burló de él con vídeos y personas disfrazadas, mientras que los luchadores de la WWE reunieron firmas para su regreso. Finalmente, Foley hizo su regreso a la WWF, continuando su feudo con HHH, esta vez como Cactus Jack, ya que se iba a enfrentar a Triple H en un Street Fight match en Royal Rumble por el Campeonato de la WWF. A pesar de esto, fue derrotado por Triple H. Luego, Triple H le ofreció otra lucha por su título en la estipulación que él quisiera, siempre y cuando Foley apostara su carrera. Finalmente, en No Way Out se enfrentaron en un Hell in a Cell match, siendo derrotado de nuevo y la carrera de Foley terminó. Unas dos semanas antes de WrestleMania 2000 apareció la Sra Linda McMahon diciendo que cumpliría el sueño de Foley de estar en el evento principal de Wrestlemania. Participó ahí como Mick Foley, siendo eliminado en segundo lugar por Triple H en una lucha fatal de cuatro esquinas con eliminación y Foley no volvió a luchar durante cuatro años.

#### Comisionado y salida (2000-2001)
Después de retirarse de la competencia activa, fungio el papel de comisionado de la WWF con su nombre real en lugar de uno de sus personajes por cerca de un año completo. También tuvo la habilidad durante este tiempo de no tener un lugar para su oficina; más bien, Mick tendría una oficina en todo tipo de lugares extraños. Foley se volvió consiguiendo pops baratos en una especie de eslogan, como declaró descaradamente en cada show de World Wrestling Federation que estaba emocionado de estar aquí mismo en cualquier ciudad en la que actuara puntuado con un gesto intencionalmente cursi con el pulgar hacia arriba. Durante este tiempo, el comisionado Foley se involucró en rivalidades con Kurt Angle, Edge y Christian, y Vince McMahon sin luchar contra ellos. Dejó el puesto en diciembre del 2000 después de ser "despedido" en pantalla por McMahon durante el cual recibió una brutal paliza. 
Foley hizo un regreso sorpresa a RAW justo antes de Wrestlemania X-Seven y anunció que sería el árbitro invitado especial en el combate entre Mr. McMahon y su hijo Shane en WrestleMania. Después de WrestleMania, Foley hizo apariciones esporádicas en la programación de la World Wrestling Federation a mediados de año, en un momento presentó al gobernador de Minnesota, Jesse Ventura, durante una grabación de RAW en el estado, como contraste con el Sr. McMahon, además de servir como árbitro invitado para el partido de árbitro de Earl Hebner contra Nick Patrick y un partido de bragas y sujetador de equipo entre las luchadoras de la World Wrestling Federation Lita y Trish Stratus contra las luchadoras de la WCW Stacy Keibler y Torrie Wilson en el pay-per-view de Invasion. 
Foley regresó como comisionado en octubre de 2001, cerca del final del ángulo de The Invasion. Durante este breve mandato, Foley tuvo la oportunidad de filmar en la dirección de la World Wrestling Federation y lo insatisfecho que estaba con ella. Al decir que había demasiados campeonatos en la empresa, reservó partidos de unificación antes del pago por evento final de la historia, Survivor Series. Después de Survivor Series, terminó su mandato a petición de Vince McMahon y dejó la empresa.

### Ring of Honor (2004-2005)
El 11 de septiembre de 2004, Foley hizo su debut para ROH y realizó una promoción, elogiando a ROH y refiriéndose a él como "Ring of Hardcore", estableciéndose así como face. El 15 de octubre, Foley regresó a ROH donde se enfrentó a Ricky Steamboat, quien afirmó que la lucha tradicional era mejor que la lucha dura. Durante esta confrontación, Foley también realizó una mordaz promoción sobre Ric Flair, como parte de su animosidad en la vida real porque Flair se refiriera a Foley como un "doble de acción glorificado" en su autobiografía. Al día siguiente, tanto Foley como Steamboat se cortaron promociones entre sí, lo que llevó a un combate entre dos equipos de luchadores elegidos por ambos hombres, con Nigel McGuiness y Chad Collyer representando a Steamboat como Dan Maff y BJ Whitmer en representación de Foley, que ganó McGuiness y Collyer. 
El 6 de noviembre, Foley provocó un giro de talón cuando llamó al campeón de ROH Samoa Joe "softcore". El 26 de diciembre en el evento Final Battle de ROH, Foley regresó a ROH y tuvo su enfrentamiento final con Ricky Steamboat, donde los dos hicieron las paces. El 15 de enero de 2005, Foley dio media vuelta después de ser confrontado por Samoa Joe y golpeó a Joe en la cabeza con una silla de acero. El 19 de febrero, Foley reanudó su enemistad con Samoa Joe en ROH, provocando un regreso al ring pero eligiendo a Vordell Walker para luchar contra Joe. Después de que Joe derrotó a Walker, Foley presentó su "plan de respaldo" New Cactus Jack para luchar contra Joe en un segundo combate, que Joe también ganó. 
El 8 de julio, Foley regresó a ROH como face, enfrentándose al Campeón de ROH CM Punk, quien se había vuelto heel y se había burlado de ROH y del campeonato después de haber firmado con WWE y amenazado con llevarse el título a la WWE. Foley actuó como una línea directa con Vince McMahon, intentando convencer a Punk de defender su título por última vez por orden de McMahon antes de partir de ROH. El 20 de agosto, Foley regresó a ROH nuevamente, como rostro, para rescatar a Jade Chung del Príncipe Nana. Luego, Foley fue atacado por detrás por Alex Shelley y The Embassy hasta que Austin Aries y Roderick Strong los ahuyentó. Foley hizo su última aparición regular con  ROH el 17 de septiembre, cuando estaba en la esquina de AJ Styles en un combate contra el miembro de Embassy Jimmy Rave, que ganó Styles. Después, Foley habló sobre ROH diciendo que disfrutaba estar en los programas de ROH y que hablaría muy bien de ello.

### Regreso a WWE (2003-2008)

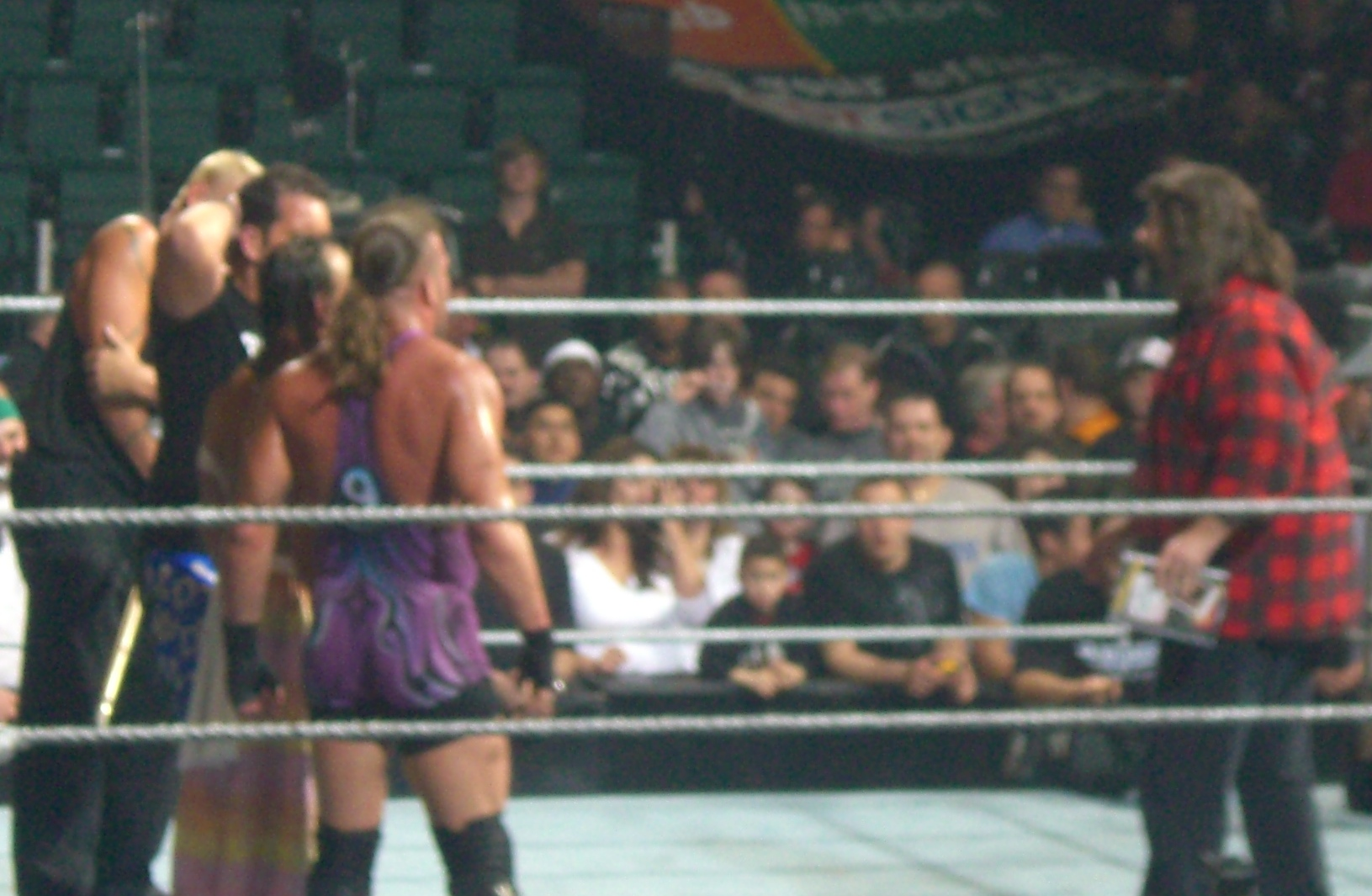
Foley en la ECW con los ECW Originals.

Foley regresó a la WWE en junio de 2003 para arbitrar el combate Hell in a Cell entre Triple H y Kevin Nash en Bad Blood. El 23 de junio, durante una transmisión de Raw en el Madison Square Garden, fue honrado por sus logros en el ring y recibió el cinturón retirado del Campeonato Hardcore de la WWE. La velada terminó con Foley recibiendo una paliza y pateada por un tramo de escaleras por Randy Orton y Ric Flair. En diciembre de 2003, Foley regresó para reemplazar a Stone Cold Steve Austin como co-gerente general de Raw. Pronto se cansó de los viajes diarios y dejó sus deberes de tiempo completo para escribir y pasar tiempo con su familia. En la historia, Foley tenía miedo de luchar en un combate con el Campeón Intercontinental de la WWE Randy Orton en el episodio del 15 de diciembre de Raw y salió del combate en lugar de enfrentarlo, el resultado del combate fue descartado. Después de que Foley caminó detrás del escenario, Orton lo confrontó preguntándole por qué salió del partido, llamándolo cobarde en el proceso, antes de escupirle en la cara. Foley salió de la arena después. 
En 2004, Foley regresó brevemente a la lucha libre, compitiendo en el Royal Rumble y eliminando tanto a Orton como a él mismo con su característico tendedero Cactus Jack. En WrestleMania XX tuvo un encuentro haciendo pareja con The Rock contra Evolution, perdiendo por un RKO de Randy Orton. Foley y Orton continuaron su enemistad, tuvo su revancha en Backlash en un No holds barred match por el Campeonato Intercontinental de la WWE perdiendo después de que Orton le aplicase un RKO en un bate con alambre de púas.
Fue por meses en 2005 haciendo apariciones esporádicas en RAW. Él fue junto a Joey Styles comentarista el PPV One Night Stand en el cual ayudó a los miembros de la ECW a atacar al Gerente General de RAW Eric Bischoff. Luego continuo haciendo apariciones esporádicas como apareciendo en Homecoming para ser entrevistado junto a Shawn Michaels por Roddy Piper en el segmento de este, Piper's Pit pero durante la entrevista con Foley, Piper y Foley fueron atacados por Bob Orton y Randy Orton quien le aplicó su RKO. Luego en las semanas siguientes empezó un feudo con Carlitoenfrentándose ambos en Taboo Tuesday donde el público eligió que Foley luchara con su antiguo personaje, Mankind el cual ganó con un 52%, Cactus Jack tuvo un 35% y Dude Love un 13%, finalmente con su personaje Mankind derrotó a Carlito. Luego inició una demanda contra el Gerente General de RAW Eric Bischoff donde le acusó de todas las maldades que este había hecho provocando el despido de Bischoff por Vince McMahon (Kayfabe).
En el episodio del 16 de febrero de 2006 de Raw, Foley regresó para arbitrar la lucha por el Campeonato de la WWE entre Edge y John Cena. Después de que Cena ganó, Edge atacó a Foley, y la semana siguiente, Foley (quien a partir de ahora se parecería a Cactus Jack en sus apariciones y combates de lucha libre, pero aún lucharía bajo su propio nombre) desafió a Edge a un combate duro en WrestleMania 22. En Wrestlemania 22, participó en un Hardcore Match contra Edge y perdió el combate después de que el canadiense le aplicara una Spear y lo lanzara contra una mesa en llamas colocada en los aledaños del ring y posteriormente practicando el conteo de tres. Luego continuó por algunas semanas su feudo con Edge trayendo compañeros de la ECW (Terry Funk y Tommy Dreamer) para luego traicionarlos y aliarse con Edge y Lita luego de que le ayudaran a ganar un combate contra Dreamer proclamándose junto a Edge Co-Campeónes Hardcore cambiando a Heel. Debido a esto en ECW One Night Stand Foley hizo equipo con Edge y Lita enfrentándose a Terry Funk, Tommy Dreamer y Beulah McGillicutty en un Hardcore Mixted Tag Team Match saliendo victoriosos. Luego, Foley se involucró en una rivalidad argumental con Ric Flair, inspirada por la animosidad de la vida real entre ellos. ¡Que tenga un buen día!, Foley escribió que Flair era "tan malo en el lado de las reservas como genial en el lado de la lucha libre". En respuesta, Flair escribió en su autobiografía que Foley era "un doble de riesgo glorificado" y que pudo escalar la escalera en la WWF solo porque era amigo de los bookers. El resultado fue un combate de dos de tres caídas contra Ric Flair en Vengeance la cual el mismo Foley la convirtió en Violenta, pero que desafortunadamente para él la perdió, ya que Ric había demostrado más dotes en el ring que Foley. Los dos luego lucharon en una intensidad brutal y sangrienta "I Quit" Hardcore match en SummerSlam, (la cual pierde; por salvar a Melina) de un bate de alambre de púas. Al día siguiente en RAW es obligado a unirse al club del mismísimo Vince después de que amenazó con despedir a Melina poco después, Melina traicionó a Foley y anunció que fue despedido.
Siete meses después, Foley regresó a Raw como face el 5 de marzo de 2007, con la trama de que engañó a McMahon para que le devolviera su trabajo. Luego empezó a hacer apariciones esporádicas en WWE RAW e ECW. En Vengeance 2007 lucha contra Bobby Lashley, King Booker, Randy Orton y John Cena por el WWE Championship, ganando Cena haciéndole un FU a Mick Foley. En Cyber Sunday 2007 le propusieron como posible árbitro en la pelea entre Batista y Undertaker junto a Stone Cold Steve Austin y JBL, ganado Austin con un 79%, quedando segundo Foley con un 11% y después JBL con un 10%. Tras esto, arbitraría un combate entre Hornswoggle y Jonathan Coachman en Raw del 29 de octubre, ganando Hornswoggle gracias a la intervención de Foley y tras acabar el combate le prestó a Hornswoggle un mini Mr. Socko para que le aplicara a Coachman un Low Blow tras la lucha. El 2 de noviembre Foley y Jonathan Coachman se enfrentaron esta vez siendo árbitro Hornswoggle, quien ayudó mucho a Mick para que venciera el combate con una Mandible Claw.
En el XV Aniversario de Monday Night Raw, Mick, apareció con su faceta de Mankind, cuando Mr. McMahon se autoproclamó la mejor superestrella de la historia de RAW, tras esto, Foley le aplicó una Mandible Claw. En la primera edición de RAW del año se clasificó junto con Hornswoggle para el Royal Rumble 2008, pero fue eliminado por Triple H.

#### Comentarista y salida (2008)
Foley debutó como comentarista para SmackDown! junto a Michael Cole en Backlash de 2008, reemplazando a Jonathan Coachman. En la edición del 1 de agosto de SmackDown, Edge entrevistó a Foley para que le ayudara en su combate frente a The Undertaker en SummerSlam, pero al finalizar la entrevista, Edge le atacó y le colocó encima de una mesa, saltando desde una escalera y golpeándole con una silla, causándole una kayfabe lesión que le mantuvo alejado de la mesa de comentaristas. Foley no participó en el SmackDown del 8 de agosto para vender su recuperación de las lesiones. Esta lesión fue provocada para negociar su nuevo contrato, que finalizaría el 1 de septiembre. Debido a los gritos que Vince le daba por los auriculares, Foley estuvo en desagrado con su situación, como él mismo comentó. Fue sustituido por Tazz en la mesa de comentaristas. Foley permitió que su contrato con la WWE expirara el 1 de septiembre de 2008 y firmó un nuevo contrato con TNA.

### Total Nonstop Action Wrestling (2008-2011)

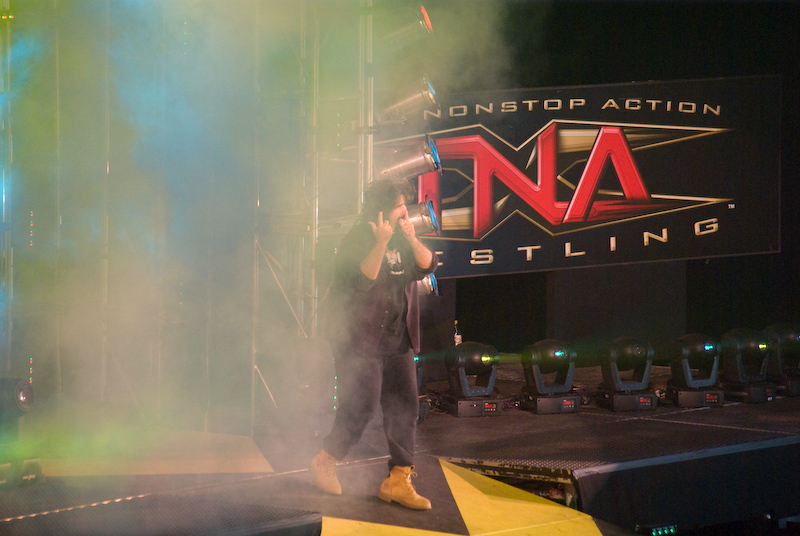
Foley en Bound for Glory IV.

Mick Foley anunció en una rueda de prensa que estaba teniendo acuerdos a corto plazo con la Total Nonstop Action Wrestling. En la web de TNA salió un cartel en el que ponía la característica frase "Have a nice day" junto a una cara con alambre de espinos. El 18 de septiembre Mick Foley debutó en TNA Impact!, nombrándose Special Enforcer en Bound for Glory IV en el combate entre Kurt Angle y Jeff Jarrett, donde Angle le dio un silletazo y Foley le hizo un Mandibule Claw e hizo la cuenta de tres tras un golpe con una guitarra de Jarrett. En Final Resolution volvió a ser el especial enforcer en el combate entre Kurt Angle y Rhyno, combate que ganó Angle. En Genesis hizo equipo con Brother Devon y AJ Styles para enfrentarse al Main Event Mafia (Scott Steiner, Booker T & Kevin Nash), en dicho combate Foley cambio las reglas a las de combate Hardcore y obtuvo la victoria después de aplicar un DDT sobre una silla a Steiner. En Against All Odds fue el encargado de entregarle el campeonato mundial al ganador de un Fatal 4-Way entre Sting, Kurt Angle, Brother Ray y Brother Devon, que finalmente ganó Sting. Más adelante, fue el "enforcer" de la pelea entre Angle y Sting en Destination X, siendo noqueado durante la lucha. 
En Lockdown, se enfrentó a Sting por el Campeonato Mundial Peso Pesado, donde salió victorioso y ganó el campeonato. Luego, tuvo feudos con Kurt Angle, Sting y Jeff Jarrett, contra los que luchó en Sacrifice, apostando su título. En el evento, Sting cubrió a Angle, por lo que Foley retuvo el campeonato. En Slammiversary perdió el Campeonato Mundial Peso Pesado de la TNA ante Kurt Angle en un King of the Mountain match en el que también participaron AJ Styles, Samoa Joe y Jeff Jarrett. En Victory Road tuvo su revancha frente a Kurt Angle, pero perdió. Sin embargo, el 22 de julio ganó a Kevin Nash, ganando el Campeonato de Leyendas de la TNA. En Hard Justice, Kevin Nash derrotó a Foley para recuperar el título, luego de la interferencia de Traci Brooks.
Tras esto, empezó un feudo con Abyss que les llevaría a un "Monster's Balls match" en Bound for Glory, la cual ganó Abyss a pesar de las interferencias de Daffney y el árbitro especial de la lucha Dr. Stevie. Sin embargo, se alió con Abyss, derrotando en Final Resolution a Dr. Stevie & Raven. El 4 de enero de 2010, el día del debut de Hulk Hogan para Total Nonstop Action Wrestling, Foley fue atacado por los reunidos Kevin Nash, Scott Hall y Sean Waltman al intentar conseguir una reunión con Hogan. Después en un evento de Total Nonstop Action Wrestling, Eric Bischoff despidió a Mick Foley de TNA como parte de un kayfabe. Sobre la edición del 11 de febrero de Impact!, Bischoff y Foley "lo hablaron", como Hogan había sugerido dos semanas antes, y Foley se inscribió en el 8 Card Stud Tournament en Against All Odds. El partido fue un partido sin descalificación contra Abyss, quien ganó el partido y avanzó. En la edición del 15 de marzo de Impact! Bischoff anunció que afeitaría a Foley como castigo por intentar ayudar a Jeff Jarrett en un partido de handicap la semana anterior. Al principio, aparentemente Foley estaba de acuerdo con el plan, pero en el último segundo empujó al Sr. Socko por la garganta de Bischoff, lo puso en la silla de barbero y lo afeitó casi hasta dejarlo calvo. En la siguiente edición de Impact!, Foley perdió a Jeff Jarrett en una carrera contra el partido de la carrera sin descalificación establecido por Bischoff, obligando a Foley a salir de la TNA.
Tras meses de ausencia, Foley hizo su regreso a la TNA el 15 de julio, liderando una invasión de otros exalumnos de la ECW, el campeón mundial de peso pesado de la TNA, Rob Van Dam, Tommy Dreamer, Raven, Stevie Richards, Rhino, Brother Devon, Pat Kenney y Al Snow, formando el equipo de EV 2.0. En la siguiente edición de Impact!, los exalumnos de la ECW, conocidos colectivamente como Extreme, Versión 2.0 (EV 2.0), fueron atacados por A.J. Styles, Kazarian, Robert Roode, James Storm, Douglas Williams y Matt Morgan del establo de Ric Flair Fourtune, quienes pensaron que no merecían estar en la TNA. Tras el ataque, se involucró en un pleito entre EV 2.0 (Tommy Dreamer, Sabu, Stevie Richards, Raven, Brian Kendrick, Mick Foley & Rhino) contra Fortune (A.J. Styles, Kazarian, Robert Roode, James Storm, Douglas Williams, Ric Flair & Matt Morgan), enfrentándose en especial con Flair, a quien derrotó el 6 de octubre de 2010 en Impact! en un Last Man Standing match. 
En Bound for Glory Foley apareció como acompañante de EV 2.0 (Dreamer, Raven, Rhino, Richards & Sabu), quienes derrotaron a Fortune (Styles, Kazarian, Morgan, Roode & Storm) en un Lethal Lockdown match. Después de esto, desapreció de la programación durante dos meses, haciendo su regreso en Impact el 23 de diciembre, confrontándose ante Fortune e Immortal. Tras Genesis, Foley volvió a desaparecer, pero siguió haciendo apariciones regulares en los house shows de la TNA. En las grabaciones de Impact! del 12 de mayo de 2011, Foley hizo su regreso a la televisión como el representante de "The Network", quien había estado causando problemas a Immortal durante los pasados meses. En ese mismo evento, introdujo a Chyna y proclamó el cambio de nombre del programa, pasando a ser Impact Wrestling. En la siguiente edición de Impact Wrestling el 2 de junio, Hulk Hogan anunció que Foley había sido despedido de la TNA. Este despido fue legítimo, ya que Foley pidió su despido, concediéndoselo la empresa el 5 de junio de 2011.

### Regreso a la World Wrestling Entertainment / WWE (2011-presente)
Foley hizo su regreso a la WWE a inicios de noviembre del 2011. A pesar de que la página WWE.com confirmó su regresó a la WWE el 14 de noviembre de 2011 en Raw, e hizo de árbitro varios house shows antes. El 14 de noviembre, hizo su regreso a la WWE en RAW, haciendo un segmento This is your live con John Cena, para luego recibir un "Rock Bottom" de The Rock. Foley fue el anfitrión invitado especial en la edición en vivo de SmackDown el 29 de noviembre. También apareció en los Slammy Awards el 12 de diciembre junto con Ted DiBiase para entregar el premio Holy Move del año. 
Foley apareció en Raw el 16 de enero de 2012, para anunciar sus intenciones de participar en el combate Royal Rumble 2012 en el pago por evento Royal Rumble 2012 más tarde en la noche durante una lucha por equipos de seis hombres entró ayudando a CM Punk a vencer a Dolph Ziggler y David Otunga. Sin embargo, después de la lucha, John Laurinaitis entró al Ring a decir que Foley no era parte de la lucha y declaró ganadores a Otunga y Ziggler y atacó a Mick Foley con un micrófono. La semana siguiente, también apareció, deseándole buena suerte a Zack Ryder en su partido contra Kane esa noche.
Participó en el Royal Rumble, entrando como el n⁰ 7 y eliminó a Justin Gabriel, Epico y Primo, siendo eliminado por Cody Rhodes. Foley apareció más tarde en un segmento junto a Santino Marella durante WrestleMania XXVIII. El 10 de abril de 2012, Foley hizo una aparición en WWE SmackDown: Blast from the Past. Tras esto, empezó un breve feudo en Twitter con Dean Ambrose, el cual fue abortado por orden de Triple H. El 18 de junio, apareció en RAW Supershow para presentarse como Gerente General de ambas marcas esa semana. Su siguiente aparición fue en el episodio del 23 de julio en RAW 1000th Episode, donde acompañó como Dude Love a Brodus Clay en su combate contra Jack Swagger. Al acabar, le aplicó a Swagger su "Mandibule Claw".
En agosto de 2012, Foley estaba originalmente programado para tener un combate con el debutante Dean Ambrose en SummerSlam. Sin embargo, los médicos no pudieron autorizar médicamente a Foley, por lo que Foley anunció su retiro de la lucha libre profesional. El 24 de septiembre de 2012, tuvo otra aparición en RAW, donde intentó hablar con el campeón de la WWE CM Punk, pero fue atacado por él. En el siguiente Raw, CM Punk anunció que se enfrentaría al equipo Foley en Survivor Series en un tradicional combate eliminatorio en parejas de Survivor Series por el que Foley había aceptado el desafío. Sin embargo, Punk había sido eliminado del partido la semana siguiente. En el episodio del 12 de noviembre de 2012 de Raw, Foley fue nombrado Enforcer Invitado Especial en el combate entre CM Punk y John Cena. El equipo de Survivor Series elegido por Foley, formado por The Miz, Randy Orton, Kofi Kingston y Team Hell No pero no pudo derrotar al equipo Ziggler en el tradicional combate eliminatorio 5 contra 5 de Survivor Series. Foley interpretó a Santa Claus en la edición pregrabada del 24 de diciembre de Monday Night Raw. Foley como Santa fue atropellado por Alberto Del Rio. Sin embargo, logró recuperarse más tarde en la noche y ayudar a Cena a derrotar a Del Rio en un Milagro en 34th Street Fight.
El 11 de enero de 2013, se anunció que sería introducido en el WWE Hall of Fame por su viejo amigo Terry Funk. El 26 de febrero de 2013, se anunció el nombramiento de Foley como el General Mánager del programa Saturday Morning Slam. Dejó el puesto en mayo de 2013 cuando el programa fue cancelado. Foley regresó el 22 de abril en el episodio de Raw para enfrentarse a Ryback hasta que John Cena lo salvó. Foley apareció como parte de Extreme Rules post-show para proporcionar un análisis. En el episodio del 18 de diciembre de Main Event apareció como 'Foley Claus', ayudando a The Miz a derrotar a Curtis Axel. Fue anunciado para presentar el premio Extreme Moment of the Year en los Slammy Awards 2013.
En el episodio del 20 de octubre de 2014 de Raw, Foley regresó durante un segmento con Dean Ambrose y Seth Rollins donde discutió los casos de su lucha en Hell in a Cell. En 2015, Foley apareció en SummerSlam, donde inició el evento con el presentador Jon Stewart. Regreso el 14 de marzo de 2016 en Raw hablando con Dean Ambrose dándole un regalo clásico de la era Attitude, el bate con alambre de púas diciéndole que su lucha No Holds Barred Street Fight contra Brock Lesnar lleva esto más allá de Suplex City a lo Extremo "Bang Bang". En Wrestlemania 32 hizo una pequeña aparición junto a Stone Cold Steve Austin y Shawn Michaels para atacar a The League of Nations. 

#### Gerente general de Raw (2016-2017)
El lunes 18 de julio de 2016 fue asignado por la Comisionada de Raw Stephanie McMahon como nuevo General General de Raw, con vistas a la división de marcas que comenzó con el Draft 2016 que se llevó a cabo en el programa de SmackDown Live el martes 19 de julio en vivo. Desde entonces, Foley ha presentado nuevos títulos exclusivos de la marca Raw, al mismo tiempo que toma decisiones justas para favorecer los faces y ocasionalmente estaba en desacuerdo con Stephanie McMahon. Una de las primeras decisiones de Foley como Gerente General de Raw fue enfrentar a Sheamus y Cesaro entre sí en una serie al Mejor de 7. Al entrar en Choque de campeones, el dúo estaba empatado 3-3. En Clash of Champions, ambos hombres serían contados, lo que resultaría en un empate y la serie al mejor de siete se declararía empatada. En el episodio de Raw de la noche siguiente Foley, que le había prometido al vencedor una oportunidad de campeonato, los pondría a los dos en un equipo de etiqueta. Más tarde perderían ante The New Day en un combate por el Campeonato en Parejas de la WWE antes de capturar los Campeonatos en Parejas de Raw contra el New Day en el Roadblock: End of the Line pay-per-view. En el episodio del 21 de noviembre de Raw, Foley colocaría a Sami Zayn en un combate contra Braun Strowman después de que Zayn no lograra derrotar a The Miz en Survivor Series por el Campeonato Intercontinental para llevar el título a Raw. Durante el partido, Foley ordenaría que se detuviera, considerando que Zayn no podía continuar. La semana siguiente en Raw, Zayn exigiría una revancha contra Strowman, pero Foley se negaría, diciéndole a Zayn que no podía vencerlo, haciendo que Zayn se enfureciera. En el episodio del 12 de diciembre de Raw, Zayn volvería a pedir una revancha con Strowman, pero Foley lo rechazó una vez más. Zayn entonces le diría a Foley que estaba pensando en ir a SmackDown porque Foley no creía en él. Más tarde esa noche, después de que Zayn derrotara a Jinder Mahal, Foley le diría que había arreglado un intercambio con SmackDown por él a cambio de Eva Marie. Zayn rechazaría enojado el intercambio y una vez más exigió una revancha con Strowman. Foley cedería, dándole a Zayn su partido con Strowman en Roadblock: End of the Line con un límite de tiempo de diez minutos.
En el episodio del 13 de marzo de 2017 de Raw, Stephanie McMahon obligó a Foley a despedir a un miembro de la lista de Raw al final de la noche. Foley eligió despedir a Stephanie McMahon, lo que llevó a Triple H a salir y enfrentarse a Foley. Después de ser insultado y ordenado que abandonara el ring, Foley atacó a Triple H, metiendo un calcetín apestoso en la boca de Triple H a través del Sr. Socko antes de ser golpeado por McMahon. Seth Rollins saldría a ayudar a Foley, solo para ser atacado por Triple H. En el episodio del 20 de marzo de 2017 de Raw, Stephanie McMahon despediría a Foley por sus acciones la semana anterior. 

#### Apariciones esporádicas (2017-presente)
Unas semanas después, Foley hizo una aparición en la clase del Salón de la Fama de la WWE de 2017. Regresó posteriormente en Raw del 10 de septiembre del 2018 interrumpiendo a Elias Samson, con el anuncio de que al hablar con Stephanie McMahon sobre el próximo vigésimo aniversario de su combate Hell in a Cell con The Undertaker en King of the Ring 1998, y que sería árbitro especial en WWE Hell in a Cell, en la lucha entre Braun Strowman y Roman Reigns, posteriormente apareció en dicho evento, pero fue atacado por Paul Heyman. Después del programa, se emitió un especial de Mick Foley 20 Years of Hell en WWE Network. En la edición de Raw del 20 de mayo de 2019, Foley regresó para presentar un nuevo campeonato. Dio a conocer el Campeonato 24/7, anunciando una lucha por el título. En julio, anunció que quería desafiar a R-Truth por el campeonato. Sin embargo, eso no ocurrió debido al ataque de Bray Wyatt, que ahora aparece como "The Fiend" en Raw.

## Campeonatos y logros
- Continental Wrestling Association
  - CWA Tag Team Championship (1 vez) — con Gary Young
- Extreme Championship Wrestling
  - ECW World Tag Team Championship (2 veces) — con Mikey Whipwreck
- International Wrestling Association of Japan
  - IWA King of the Death Match en 1995
  - IWA World Tag Team Championship (1 vez) — con Tracy Smothers
- Cauliflower Alley Club
  - Art Abrams Lifetime Achievement Award (2011)
- Extreme Mid-South Wrestling
  - North American Championship (3 veces)
- Freelance Shows
  - Tri-States Tag Team Championship (1 vez) — con Shane Douglas
- George Tragos/Lou Thesz Professional Wrestling Hall of Fame
  - Frank Gotch Award (2010)
- North American Wrestling
  - NAW Heavyweight Championship (1 vez)
- Professional Wrestling Hall of Fame
  - Class of 2017
- SETUP Thailand Pro Wrestling
  - SETUP 24/7 Championship (1 vez y el primero)
- Suffolk Sports Hall of Fame
  - Class of 1999 (Category Wrestling)
- National Wrestling League
  - NWL Heavyweight Championship (1 vez)
- Ozark Mountain Wrestling
  - OMW North American Heavyweight Championship (1 vez)
- Steel City Wrestling
  - SCW Heavyweight Championship (1 vez)
  - SCW Tag Team Championship (1 vez) — con The Blue Meanie
- Total Nonstop Action Wrestling
  - TNA World Heavyweight Championship (1 vez)
  - TNA Legends Championship (1 vez)
- World Championship Wrestling
  - WCW World Tag Team Championship (1 vez) — con Kevin Sullivan
- World Class Championship Wrestling
  - WCWA World Light Heavyweight Championship (1 vez)
  - WCWA World Tag Team Championship (2 veces) — con Scott Braddock (1) y Super Zodiak II (1)
  - USWA World Tag Team Championship (1 vez) — con Scott Braddock
- World Wrestling Federation/WWE
  - WWF Championship (3 veces)
  - WWF Hardcore Championship (1 vez y el primero)
  - WWF Tag Team Championship (8 veces) — con Steve Austin (1), Chainsaw Charlie (1), Kane (2), Al Snow (1) y The Rock (3)
  - WWE Hall of Fame
    - Clase del (2013)

  - Slammy Award (1 vez)
    - Loose Screw (1997) as Mankind
- Pro Wrestling Illustrated
  - Lucha del año (1998) vs. The Undertaker (King of the Ring, 28 de junio)
  - Lucha del año (1999) vs. The Rock (Royal Rumble, 24 de enero)
  - PWI Luchador más inspirador del año - 1993
  - Situado en el N°45 en los PWI 500 de 1991[13]
  - Situado en el N°29 en los PWI 500 de 1992[14]
  - Situado en el N°53 en los PWI 500 de 1993[15]
  - Situado en el N°27 en los PWI 500 de 1994[16]
  - Situado en el N°31 en los PWI 500 de 1995[17]
  - Situado en el N°45 en los PWI 500 de 1996[18]
  - Situado en el N°51 en los PWI 500 de 1997[19]
  - Situado en el N°26 en los PWI 500 de 1998[20]
  - Situado en el N°19 en los PWI 500 de 1999[21]
  - Situado en el N°266 en los PWI 500 de 2006[22]
  - Situado en el Nº34 en los PWI 500 de 2009[23]

- Wrestling Observer Newsletter
  - Best Brawler award in 1991
  - Best Brawler award in 1992
  - Best Brawler award in 1993
  - Best Brawler award in 1994
  - Best Brawler award in 1995
  - Best on Interviews award in 1995
  - Best Brawler award in 1996
  - Best Brawler award in 1997
  - Best Brawler award in 1998
  - Best Brawler award in 1999
  - Best Brawler award in 2000
  - Feud of the Year award in 2000 – versus Triple H
  - Wrestling Observer Newsletter Hall of Fame (Class of 2000)
  - Best on Interviews award in 2004
  - Best on Interviews award in 2006
  - Situado en Nº7 del WON Mejor en entrevistas de la década (2000–2009)[24]